# Бандурин, Николай Юрьевич
Николай Юрьевич Бандурин (род. 11 сентября 1962, Ленинград, РСФСР, СССР) — российский киноактёр, артист эстрады, куплетист, автор-исполнитель. Лауреат Всероссийского конкурса артистов эстрады. Заслуженный артист Российской Федерации (2001).

## Биография
Николай Юрьевич Бандурин родился 11 сентября 1962 года в Ленинграде (Санкт-Петербурге).
Единственный в стране куплетист, работающий с концертиной, на которой его научил играть советский куплетист Павел Рудаков.
До 6 января 2006 года работал в дуэте с Михаилом Вашуковым. Являлся участником телепередачи «Кривое зеркало» (ушёл после 33-го выпуска).
В июле 2006 выпустил свой первый аудиоальбом авторских лирических песен «НЕ для юмора, а для души». Практически все песни из этого диска записал на телеканале «Столица».
Играет главную роль в антрепризе «Здравствуйте, я ваша тёща», которая проходит на сценах России и за рубежом.
Является доцентом МГУКИ и педагогом по актёрскому мастерству.
29 сентября 2012 года в Москве, благодаря Лиону Измайлову, состоялась съёмка юбилейной (50-летие артиста) программы «Измайловский парк» и показана на телеканале Россия-1.
22 августа 2013 года в курортном городе Геленджике на аллее звёзд на набережной была открыта именная звезда Николая Бандурина.
Весь 2006 год и половину 2007 г. работал с Сергеем Ивановым; в 2006 году они не пропустили ни одного фестиваля юмора: «Умора 2006», «Юрмала 2006» и «Ялта 2006».
В 2016 году совместно с Александром Морозовым, Кареном Аванесяном и Николаем Лукинским принял участие в конкурсе «Домашнее задание» команды КВН «Нате».
С 2018 года является приглашенным актёром Московского государственного еврейского театра «Шалом».

## Семья
- Жена — Марина Бандурина, артистка.
- Дочь — Екатерина Бандурина (род. 4 сентября 1987), писатель, актриса[2].
- Внук — Тимофей (2015).

## Фильмография
1. 1987 — Холодный март — учащийся ПТУ
2. 1992 — На Дерибасовской хорошая погода, или На Брайтон-Бич опять идут дожди — полковник Дынин, агент КГБ
3. 2005 — Осторожно, Задов. С бомбой по жизни — сотрудник МЧС
4. 2007 — Счастливы вместе — камео
5. 2008 — Солдаты 15 — конферансье
6. 2008 — Тариф новогодний — муж недовольной женщины
7. 2009 — Высший пилотаж — пассажир БК
8. 2009—2011 — Гаишники — пьяный водитель
9. 2010 — Пожар (сериал) — следователь Кислов
10. 2010 — Глухарь. Возвращение (серия «Золотишко») — Виктор Бойдашенко, потерпевший
11. 2011 — Важняк. Игра навылет (серия «Сущёвская») Иханов
12. 2011 — Новые приключения Аладдина — купец
13. 2012 — Красная Шапочка — зоолог
14. 2013 — Три богатыря — толстяк
15. 2018 — Однажды в Америке, или Чисто русская сказка — Егор

### Киножурнал «Ералаш»
1. 1999 — Выпуск № 132 (сюжет «Прикол»)[3] — директор школы
2. 2002 — Выпуск № 152 (сюжет «Учиться, учиться и ещё раз учиться!»)[4] — конферансье
3. 2010 — Выпуск № 242 (сюжет «Смертельный номер»)[5] — шпрехшталмейстер (нет в титрах)
4. 2014 — Выпуск № 291 (сюжет «Хулиган»)[6] — Семён Ильич, директор пионерского лагеря
5. 2022 — Выпуск № 366 (сюжет «Я про тебя знаю…»)[7] — Арнольд Валентинович, директор школы

## Происшествие
6 декабря 2018 года в деревне Костино Пушкинского района Подмосковья сгорел дом Николая Бандурина. Сам артист получил ожоги спины, пострадала его жена Марина. Сгорели деньги, документы, концертные костюмы и коллекция музыкальных инструментов, погибли домашние животные — два кота и собака.